# Безодница
Безо́дница (бел. Бязо́дніца) — деревня в составе Станьковского сельсовета Дзержинского района Минской области Беларуси. Находится в 7 километрах от Дзержинска, 49 километрах от Минска в 9 километрах от железнодорожной станции Койданово.

## Топоним
Название Безодница происходит от именования реки, так в народе называли глубокие реки, то есть реки «без дна», также к таким водоёмам можно отнести и озеро, расположенное в деревне.

## История

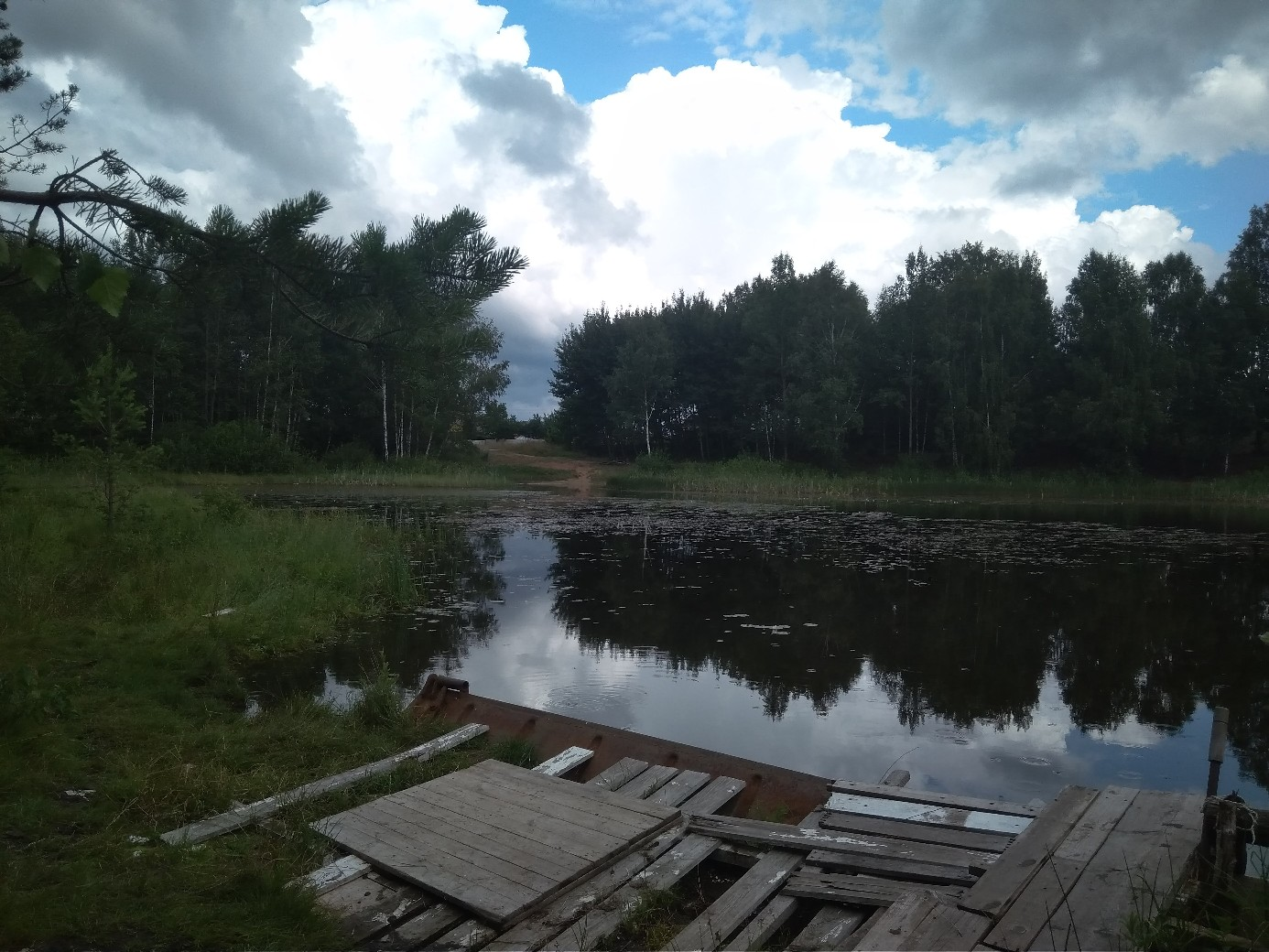
Озеро, расположенное в деревне

Известна ещё с XIX века, как урочище Безодница, где насчитывался 1 двор и проживали 3 жителя, которое являлось владением Радзивиллов. В 1805 году, Безодница — застенок в составе фольварка Зубревичи.
Во второй половине XIX века — начале XX века в составе Койдановской волости Минского уезда Минской губернии, входила в состав казённого имения Койданово. В 1870 году насчитывается 11 душ мужского пола, относилась к Полоневичской сельской общине. В 1897 году, Безодница уже деревня, в которой по данным переписи населения насчитывалось 8 дворов, проживали 46 жителей.
С 9 марта 1918 года в составе провозглашённой Белорусской Народной Республики, однако фактически находилась под контролем германской военной администрации. С 1 января 1919 года в составе Советской Социалистической Республики Белоруссия, а с 27 февраля того же года в составе Литовско-Белорусской ССР, летом 1919 года деревня была занята польскими войсками, после подписания рижского мира — в составе Белорусской ССР. В 1924—1925 годах в составе Нарейковского 1-го, с 1925 года — в составе Ляховичского сельсовета. В 1926 году, по данным всесоюзной переписи населения, в деревне насчитывалось 19 дворов, где проживали 85 жителей.
Во время Великой Отечественной войны погибли на фронте 7 местных жителей. В 1960 году проживали 31 житель, сама деревня была в составе колхоза «Красное Знамя». По состоянию на 2009 год, в составе филиала «Крион-Агро». 30 октября 2009 года, деревня перешла из состава упразднённого Ляховичского сельсовета в Станьковский сельсовет.

### Легенда о Безоднице
По древней легенде, давно на месте озера находилась Православная церковь. Однажды ночью священнослужителю, настоятелю деревенской церкви, приснилась Божия Матерь, предупреждающая о скорой беде. Будто бы с его домом и церковью случится непоправимое. Священнику велено было срочно покидать это место. Проснувшись и разбудив родных, священник с семьёй наспех собрали весь свой скарб, всё, что могли унести, и покинули дом. Внезапно, уже отдалившись от дома на порядочное расстояние, священник вспомнил, что забыл дома свой молитвенник. Вернувшись на родное место он обнаружил озеро. Из глубины которого ещё виден был купол церкви с крестом.
Поговаривают, будто иногда, тёмными ночами, из глубины вод озера доносятся отдаленные глухие завывающие звуки церковного колокола.

## Население
| Численность населения (по годам) | Численность населения (по годам) | Численность населения (по годам) | Численность населения (по годам) | Численность населения (по годам) | Численность населения (по годам) | Численность населения (по годам) |
| 1805                             | 1897                             | 1909                             | 1917                             | 1926                             | 1997                             | 1999                             |
| -------------------------------- | -------------------------------- | -------------------------------- | -------------------------------- | -------------------------------- | -------------------------------- | -------------------------------- |
| 3                                | ↗ 46                             | ↗ 55                             | ↗ 85                             | ↘ 31                             | ↘ 7                              | ↘ 4                              |
| 2004                             | 2010                             | 2017                             | 2018                             | 2020                             |                                  |                                  |
| ↘ 2                              | ↗ 16                             | ↘ 7                              | → 7                              | ↗ 8                              |                                  |                                  |

## Улицы
По состоянию на ноябрь 2019 года в деревне Безодница насчитывается четыре улицы:
- Полевая улица (бел. Палявая вуліца);
- Новая улица (бел. Новая вуліца);
- Дачная улица (бел. Дачная вуліца);
- Озёрная улица (бел. Азёрная вуліца).

## Инфраструктура
В деревне действует сезонный продуктовый магазин, в менее чем 2-х километрах от деревни расположен асфальтный завод и песчаный карьер «Клыповщина». Также непосредственно вблизи Безодницы действует мусорный полигон ТБО и водоочистительная станция.
Деревня расположена на автодороге Н8408 (Малая Шатановщина — Микуличи), полевыми дорогами связана с Адасевщиной и Клыповщиной. Прямо к деревне примыкает садоводческое товарищество «Электроника», в километре от Безодницы расположено с/т «Красивый Сад», в 3 километрах — железнодорожная платформа Клыповщина.